# Pietro Pulcini
Pietro Pulcini (ur. 13 sierpnia 1973 w Rzymie) – włoski aktor filmowy, telewizyjny.

## Kariera
Po ukończeniu technikum w 1996 roku, zadebiutował w tym samym roku na wielkim ekranie w filmie pt. La grande quercia w reżyserii Paolo Bianchiniego. Później zagrał w m.in.: w filmach Leonardo Pieraccioniego w filmach pt. Il pesce innamorato (1999), Il principe e il pirata (2001).
Jednak Pulcini więcej występował w telewizji, w której debiut zaliczył w 1998 roku w serialu pt. Lui e lei. Popularność przyniósł mu serial pt. Don Matteo, w której wciela się w rolę brygadiera Ghisoniego. Bierze również udział w wielu programach telewizyjnych, współpracując często wraz z Nino Frassicą m.in.: Pronto Chiambretti, Quelli che il calcio, a w latach 2012-2013 prowadził wraz z nim program pt. Le Iene, a od 2014 roku jest samodzielnym prowadzącym.

## Filmografia (wybór)

### Filmy
- 1996: La grande quercia
- 1999: Il pesce innamorato
- 2001: Il principe e il pirata jako Benzinaio
- 2010: I Soldatini di Gesù jako Baloo
- 2010: La scomparsa di Patò

### Seriale
- 1998–1999: Lui e lei
- 1999: Squadra mobile scomparsi
- 2000: Provincia segreta 2
- 2000: Distretto di Polizia
- 2000–2006: Don Matteo jako Brygadier Ghisoni
- 2001: Camici bianchi
- 2002: Carabinieri
- 2005: Un anno a primavera jako Bobo
- 2006: E poi c'è Filippo
- 2006: Nati ieri
- 2007: Un medico in famiglia
- 2011: Cugino & cugino

### Telewizja
- Pronto Chiambretti (wraz z Nino Frassicą)
- Notte dei campioni (wraz z Nino Frassicą)
- Markette (wraz z Nino Frassicą)
- Quelli che il calcio (wraz z Nino Frassicą)
- 2011: La corrida (wraz z Nino Frassicą, Francesco Scalim i Flavio Insinną
- od 2012: Le Iene (2012–2013 wraz z Nino Frassicą, od 2014 samodzielnie)

### Publikacje
- Wind - RAI, Mediaset
- Granigel - RAI, Mediaset